# Kaneelborsttodietiran
De kaneelborsttodietiran (Hemitriccus cinnamomeipectus) is een zangvogel uit de familie Tyrannidae (tirannen).

## Verspreiding en leefgebied
Deze soort komt voor in zuidoostelijk Ecuador en noordelijk Peru.

## Status
De grootte van de populatie wordt geschat op 20.000-50.000 volwassen vogels. Op de Rode lijst van de IUCN heeft deze soort de status niet bedreigd.